# Всероссийское генеалогическое древо
Всеросси́йское генеалоги́ческое дре́во (ВГД) — один из крупнейших российских интернет-проектов по генеалогии (прежде всего охватывающий территорию бывшего СССР). Основан в 1999 году Сергеем Котельниковым и Людмилой Бирюковой. В настоящее время совмещает в себе руководство по генеалогическому поиску, крупный генеалогический форум, базу данных по генеалогии. Ведущей сайта (администратором) является Юлия Забелло.
Девиз на гербе проекта — лат. Verba volant, scripta manent («Сказанное исчезает — написанное остаётся»).
В марте 2009 года на сайте побывало более 217 тыс. посетителей (в ноябре 2000 года — 10 045 чел.). По состоянию на январь 2011 года на форуме сайта было зарегистрировано свыше 76 тысяч участников, размещено более 600 тысяч сообщений в 25 тысячах тем.

## История проекта
Сайт «Всероссийское генеалогическое древо» открылся 30 апреля 1999 года (вначале по адресу). Основателями сайта стали Сергей Дмитриевич Котельников (род. 15 января 1955) и Людмила Вадимовна Бирюкова (24 декабря 1953 — 16 марта 2009), до этого занимавшиеся книгоизданием в издательстве «Киви-Норд». В интервью журналу «Российский Кто есть кто» (№ 6, 1999) они так описали задачи своего проекта:
…цель нашего сайта — дать человеку возможность сообщить о себе, найти недостающие звенья в истории своей семьи и, если надо, найти информацию, необходимую для последующего обращения в архивы.

Основа базы — информация из открытой печати, расставленная по алфавиту. Это просто каркас, а затем посетители размещают сведения о себе, многие сообщают свой электронный адрес, смотрят, что уже есть в базе, пишут письма людям, чем-то им интересным, и сами получают письма от тех, кто хочет им помочь. Размещают информацию о себе профессиональные генеалоги и находят у нас заказчиков... Сайт живет собственной жизнью. Наша задача — обновлять его беспрерывно и приспосабливать к требованиям посетителей. Иногда мы и сами занимаемся архивным поиском.
Уже в первые два года существования проекта он был представлен на радиостанциях «Эхо Москвы» и БиБиСи, публикации о нём появились в журналах «Коммерсант-Деньги», «Российский Кто есть кто», «Генеалогический вестник», газетах «Семья», «Ведомости», «Комсомольская правда». Сергей Котельников рассказывал о сайте на телеканалах НТВ, ТНТ, Домашний.

## Описание сайта
Сайт «ВГД» — это постоянно растущая генеалогическая база, куда посетители могут добавлять сведения сами, то есть по своей сути это «народный проект» в области генеалогии. С помощью ВГД можно найти потерянных родственников, друзей и знакомых, создавать клубы однофамильцев и исследовать собственное генеалогическое древо.
На сайте представлены следующие основные разделы:
- генеалогический словарь
- советы для начинающих генеалогов
- генеалогический форум ВГД — самый крупный раздел сайта с большим набором тем по методике поиска, по различным историческим эпохам и географическим регионам, с объявлениями о розыске родственников и однофамильцев и т. п. (на март 2009 — 18 365 тем, 332 984 сообщения, 31 789 пользователей; на март 2012 — 30 988 тем, 796 053 сообщения, 100 200 пользователей; на июль 2024—106 281 тема, 3 309 103 сообщения, 621 189 пользователетей)
- генеалогическая база знаний: списки персоналий по алфавиту, географический указатель, хронология событий
- генеалогия знаменитостей
- платные услуги (генеалогические исследования, изготовление дворянских гербов, реставрация фотографий)
- генеалогический магазинчик цифровых товаров
- краткая английская версия

## Исследования и книгоиздание
Помимо интернет-деятельности основатели сайта и многие его посетители занимаются научной деятельностью. Всего за годы существования проекта было выполнено более 300 исследований, одно из которых — уточнение генеалогического древа Владимира Путина.
В 2006 году был запущен первый проект по изданию книги на основе материалов, собранных пользователями сайта. На 2009 год таких проектов было уже два:
- «Операция „Кулаки“. Книги судеб: 80 лет спустя…» (опубликована в 2009 году) — книга о двенадцати семьях, судьбы которых 80 лет назад круто изменила политика «ликвидации кулачества как класса»; издание иллюстрировано документами и фотоснимками из семейных архивов[3].
- «Россия — XX век. История 100 семей» (опубликована в 2010 году) — в книге прослеживаются судьбы обычных семей, живших в самых разных уголках Российской империи, Советского Союза, России с 1900 по 2000 год; авторами книги стали 54 человека. Книга была презентована 11 апреля 2010 года в Центральном доме литераторов.[4]

## Судебное разбирательство
23 августа 2010 года в Измайловский районный суд города Москвы поступил иск Управления Роскомнадзора к основателю сайта С. Д. Котельникову, в котором истец в связи с нарушением закона Российской Федерации — России о персональных данных потребовал признать действия С. Д. Котельникова по обработке персональных данных граждан России на сайте ВГД нарушающими права неопределённого круга лиц на неприкосновенность частной жизни, обязать С. Д. Котельникова уничтожить персональные данные граждан России на сайте ВГД и обязать АНО «РСИЦ» прекратить делегирование доменного имени www.vgd.ru. Это иск стал одним из 21 заявления, поданных Роскомнадзором в суды в 2010 году с требованием уничтожить персональные данные граждан, незаконно размещённые в сети Интернет (на 14 января 2011 года 12 из этих исков были удовлетворены). Иск был подан «по обращению гражданки П.» в связи с тем, что «на сайте в свободном доступе находятся данные о фамилиях, именах, отчествах, датах и местах рождения, местах работы граждан», иногда «допущена публикация персональных данных специальной категории, как, например, сведений о судимости», причём «на сайте отсутствует информация, подтверждающая наличие согласия граждан на обработку их персональных данных и согласия близких родственников на обработку сведений о скончавшихся гражданах».
Предварительное судебное заседание 25 ноября и 11 декабря было отложено за неявкой сторон, следующее заседание было назначено на 19 января 2011 года.
Вечером 13 января 2011 года на форуме сайта ВГД появилось сообщение ведущей сайта Ю. В. Забелло, из которого участники форума впервые узнали об иске. Открытое письмо в защиту сайта было размещено в системе Демократор 15 января и уже за первые двое суток собрало более 2500 подписей; письмо обращено к Президенту Российской Федерации Д. А. Медведеву, Председателю Правительства Российской Федерации В. В. Путину, Святейшему Патриарху Московскому и Всея Руси Кириллу, Председателю Комиссии при Президенте Российской Федерации по противодействию попыткам фальсификации истории в ущерб интересам России С. Е. Нарышкину и Уполномоченному по правам человека в Российской Федерации В. П. Лукину. Сообщения об иске против сайта ВГД появились также в ряде СМИ и в блогах.
19 января в Измайловском суде г. Москвы состоялось заседание, однако из-за неподготовленности сторон рассмотрение дела по существу было перенесено на 4 февраля. Между заседаниями Роскомнадзор попытался заключить с владельцем сайта мировое соглашение, о чём сообщил на своём сайте накануне суда. Однако на заседании 4 февраля мировое соглашение было отклонено судьёй как противоречащее закону; суд принял решение оставить исковое заявление без рассмотрения ввиду отсутствия у Роскомнадзора права выступать в защиту прав «неопределенного круга лиц».
Вечером 22 февраля голосование на Демократоре было остановлено; всего в поддержку сайта проголосовало 9406 человек.

## Награды и достижения
- В июле 2000 года сайт награждён знаком «Честный контент — чистый Рунет».
- По итогам 2005 года сайт получил первое место на конкурсе интернет-проектов «Новая реальность».
- В 2011 году сайт вошёл в «народную десятку» лучших сайтов по результатам онлайн-голосования «Премии Рунета»: сайт ВГД занял 8 место, набрав 516 561 голос[13][14].